# Ommegang (Lede)

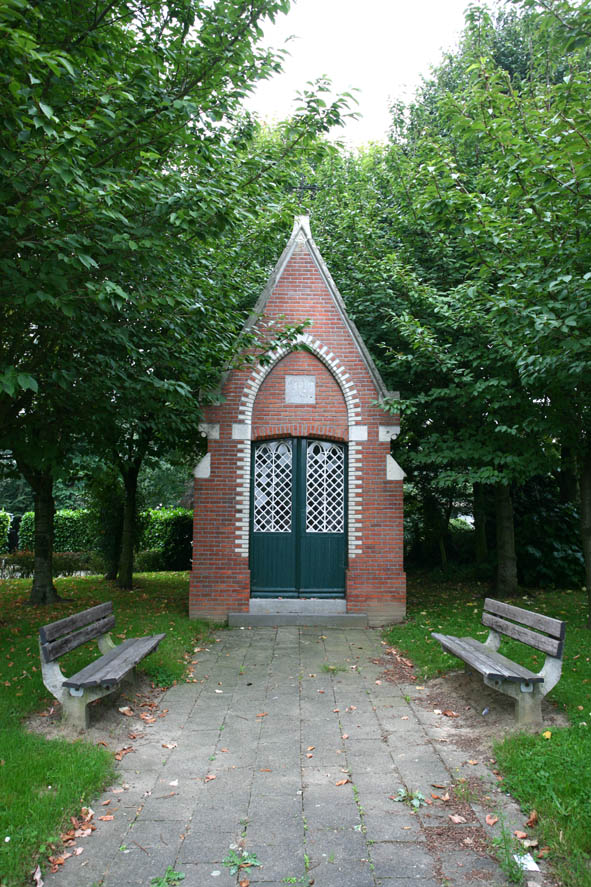
Eén der kleine kapelletjes

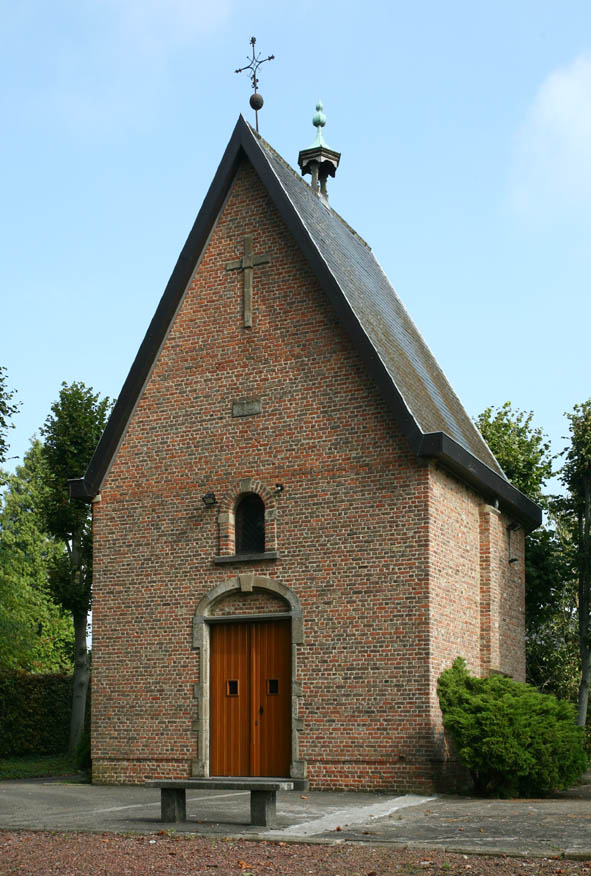
Grote kapel

De Ommegang "De Nood Gods" is een ommegang in de Oost-Vlaamse plaats Lede, gewijd aan de Zeven Weeën van Maria.

## Geschiedenis
Volgens een legende werd in 1414 een miraculeus Mariabeeld vanuit het Rijnland naar Lede gebracht. In dezelfde eeuw was er al sprake van een processie van de kerk naar een kluis en in de 17e eeuw was sprake van een ommegang met vijf kapelletjes. In 1615 werd een zesde kapel, de grote kapel, gebouwd in opdracht van Jan Bette, heer van Lede. Oorspronkelijk bevatten de kapelletjes houtreliëfs maar in 1854 werden de kapelletjes herbouwd in neogotische stijl waarbij de reliëfs door schilderijen werden vervangen. De kapelletjes zijn ter ere van de tweede, derde, vierde en zesde wee, de grote kapel ter ere van de vijfde wee, en de Heilige Grafkapel memoreert de zevende wee (Jezus wordt begraven). Deze kapel heeft de vorm van een baldakijn met zuiltjes.
De kapelletjes bevinden zich in de Ommeganglaan, de Grotekapellaan en de Molenbergstraat.

## Kaart

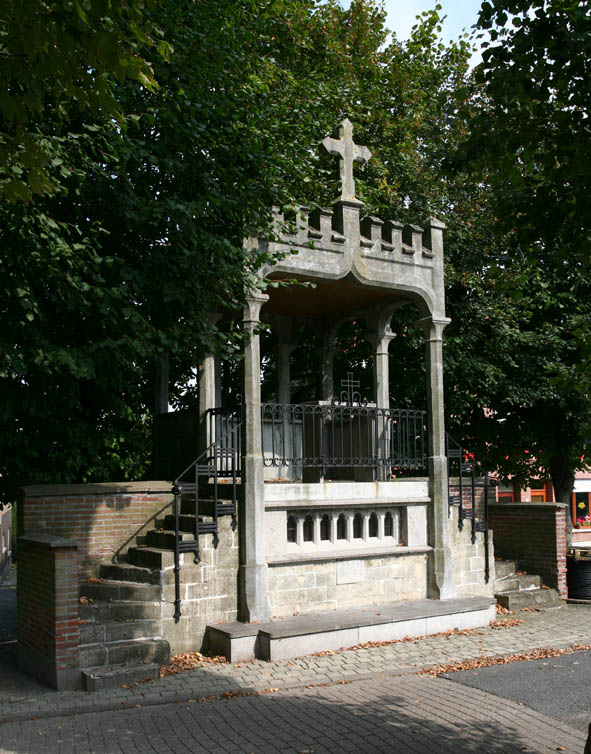
Heilig Grafkapel